# Suhpalacsa umbratus
Suhpalacsa umbratus là một loài côn trùng trong họ Ascalaphidae thuộc bộ Neuroptera. Loài này được New miêu tả năm 1984.